# Road to Nowhere
"Road to Nowhere" is een nummer van de Amerikaanse newwaveband Talking Heads. Het nummer verscheen op hun zesde studioalbum Little Creatures uit 1985. Op 3 juni dat jaar werd het nummer eerst in de VS en Canada uitgebracht als de tweede single van het album. In september volgden Europa, Zuid-Afrika, Australië, Nieuw-Zeeland en Japan.

## Achtergrond
"Road to Nowhere" is geschreven door zanger en gitarist David Byrne. In de credits van het verzamelalbum Once in a Lifetime: The Best of Talking Heads vertelde hij over het ontstaan van het nummer: "Ik wilde een nummer schrijven dat een berustend, zelfs een blij gevoel presenteerde aan het noodlot. Bij onze dood en de apocalyps (het ligt altijd op de loer, mensen). Ik denk dat het goed ging. Het eerste deel, met het witte gospelkoor, is er in principe aan geplakt, omdat ik dacht dat de rest van het nummer niet genoeg was... ik bedoel, het had slechts twee akkoorden. Dus uit verlegenheid, of schaamte, schreef ik een intro waar nog wat meer in zat."
Op 3 juni 1985 werd "Road to Nowhere" eerst in de VS en Canada uitgebracht op single en in september dat jaar in Europa, Zuid-Afrika, Australië, Nieuw-Zeeland en Japan. In thuisland de Verenigde Staten bereikte de plaat de Billboard Hot 100 niet, maar kwam wel tot de 25e positie in de Mainstream Rock Tracks-lijst. Ook in Canada flopte de plaat met een 51e positie. 
In Europa, Zuid-Afrika en Oceanië werd de plaat wél een hit. In Australië werd de 16e positie behaald, Nieuw-Zeeland de 5e, Zuid-Afrika, Ierland en Duitsland de 6e, Oostenrijk de 9e en in David Byrnes geboorteland het Verenigd Koninkrijk de 6e positie in de UK Singles Chart.
In Nederland was de plaat op zondag 20 oktober 1985 de 94e Speciale Aanbieding bij de KRO op Hilversum 3 en werd een hit in de destijds drie landelijke hitlijsten op de nationale publieke popzender. De plaat bereikte de 8e positie in de Nederlandse Top 40 en de 10e positie in de Nationale Hitparade. In de allerlaatste TROS Top 50, uitgezonden op donderdag 21 november 1985, werd de 9e positie bereikt. In de Europese hitlijst op Hilversum 3, de TROS Europarade, werd de 10e positie bereikt.
In België bereikte de plaat de 9e positie in de voorloper van de Vlaamse Ultratop 50 en de 13e positie in de Vlaamse Radio 2 Top 30. In Wallonië werd géén notering behaald.
Sinds de allereerste editie in december 1999 staat de plaat onafgebroken genoteerd in de jaarlijkse NPO Radio 2 Top 2000 van de Nederlandse publieke radiozender NPO Radio 2, met als hoogste notering een 517e positie in 2000.

## Videoclip
De videoclip van "Road to Nowhere" werd geregisseerd door Byrne en Stephen R. Johnson. Hierin is de band te zien en bewegen verschillende objecten in het rond, alsof ze op hun eigen "road to nowhere" (weg naar nergens) zijn. Een aantal scènes zijn gefilmd in de achtertuin en het zwembad van acteur Stephen Tobolowsky, die op dat moment hielp met het schrijven van Byrnes film True Stories. Tijdens de MTV Video Music Awards van 1985 werd de videoclip genomineerd in de categorie "beste video van het jaar", maar verloor van "Money for Nothing" van Dire Straits. Regisseur Johnson hergebruikte een aantal effecten uit deze videoclip voor de video's van "Sledgehammer" en "Big Time" van Peter Gabriel een jaar later (1986). In Nederland werd de videoclip destijds op televisie uitgezonden door de popprogramma's AVRO's Toppop, Countdown van Veronica met toenmalig Veronica Hilversum 3 / Radio 3-dj Adam Curry en Popformule van de TROS met toenmalig TROS Hilversum 3 / Radio 3-dj Erik de Zwart.
Covers van "Road to Nowhere" zijn gemaakt door onder meer The Flying Pickets, Indochine, Nouvelle Vague, Sarah Blasko en Taking Back Sunday in samenwerking met Straylight Run-zanger John Nolan. Daarnaast is het nummer gebruikt in de films Little Monsters (1989), Reality Bites (1994), Young@Heart (2008), Religulous (2008) en Transit (2018) en in de televisieseries Mystery Science Theater 3000, Shameless en Gossip Girl. Ook werd het nummer in 2010 zonder toestemming gebruikt door Charlie Crist in zijn mislukte poging voor het senatorschap van de staat Florida in een video. David Byrne klaagde Crist aan vanwege copyrightschending en in een juridish akkoord nam Crist een video op waarin hij zijn excuses aanbood.

## Hitnoteringen

### Nederlandse Top 40
| Hitnotering: 02-11-1985 t/m 04-01-1986 | Hitnotering: 02-11-1985 t/m 04-01-1986 | Hitnotering: 02-11-1985 t/m 04-01-1986 | Hitnotering: 02-11-1985 t/m 04-01-1986 | Hitnotering: 02-11-1985 t/m 04-01-1986 | Hitnotering: 02-11-1985 t/m 04-01-1986 | Hitnotering: 02-11-1985 t/m 04-01-1986 | Hitnotering: 02-11-1985 t/m 04-01-1986 | Hitnotering: 02-11-1985 t/m 04-01-1986 | Hitnotering: 02-11-1985 t/m 04-01-1986 | Hitnotering: 02-11-1985 t/m 04-01-1986 |
| Week:                                  | 1                                      | 2                                      | 3                                      | 4                                      | 5                                      | 6                                      | 7                                      | 8                                      | 9                                      |                                        |
| -------------------------------------- | -------------------------------------- | -------------------------------------- | -------------------------------------- | -------------------------------------- | -------------------------------------- | -------------------------------------- | -------------------------------------- | -------------------------------------- | -------------------------------------- | -------------------------------------- |
| Positie:                               | 30                                     | 17                                     | 11                                     | 9                                      | 8                                      | 9                                      | 15                                     | 22                                     | 40                                     | uit                                    |

### Nationale Hitparade
| Hitnotering: 02-11-1985 t/m 04-01-1986 | Hitnotering: 02-11-1985 t/m 04-01-1986 | Hitnotering: 02-11-1985 t/m 04-01-1986 | Hitnotering: 02-11-1985 t/m 04-01-1986 | Hitnotering: 02-11-1985 t/m 04-01-1986 | Hitnotering: 02-11-1985 t/m 04-01-1986 | Hitnotering: 02-11-1985 t/m 04-01-1986 | Hitnotering: 02-11-1985 t/m 04-01-1986 | Hitnotering: 02-11-1985 t/m 04-01-1986 | Hitnotering: 02-11-1985 t/m 04-01-1986 | Hitnotering: 02-11-1985 t/m 04-01-1986 | Hitnotering: 02-11-1985 t/m 04-01-1986 |
| Week:                                  | 1                                      | 2                                      | 3                                      | 4                                      | 5                                      | 6                                      | 7                                      | 8                                      | 9                                      | 10                                     |                                        |
| -------------------------------------- | -------------------------------------- | -------------------------------------- | -------------------------------------- | -------------------------------------- | -------------------------------------- | -------------------------------------- | -------------------------------------- | -------------------------------------- | -------------------------------------- | -------------------------------------- | -------------------------------------- |
| Positie:                               | 24                                     | 11                                     | 10                                     | 10                                     | 15                                     | 15                                     | 19                                     | 22                                     | 34                                     | 41                                     | uit                                    |

### Vlaamse Ultratop 50
| Hitnotering: 26-10-1985 t/m 25-01-1986 | Hitnotering: 26-10-1985 t/m 25-01-1986 | Hitnotering: 26-10-1985 t/m 25-01-1986 | Hitnotering: 26-10-1985 t/m 25-01-1986 | Hitnotering: 26-10-1985 t/m 25-01-1986 | Hitnotering: 26-10-1985 t/m 25-01-1986 | Hitnotering: 26-10-1985 t/m 25-01-1986 | Hitnotering: 26-10-1985 t/m 25-01-1986 | Hitnotering: 26-10-1985 t/m 25-01-1986 | Hitnotering: 26-10-1985 t/m 25-01-1986 | Hitnotering: 26-10-1985 t/m 25-01-1986 | Hitnotering: 26-10-1985 t/m 25-01-1986 | Hitnotering: 26-10-1985 t/m 25-01-1986 | Hitnotering: 26-10-1985 t/m 25-01-1986 | Hitnotering: 26-10-1985 t/m 25-01-1986 | Hitnotering: 26-10-1985 t/m 25-01-1986 |
| Week:                                  | 1                                      | 2                                      | 3                                      | 4                                      | 5                                      | 6                                      | 7                                      | 8                                      | 9                                      | 10                                     | 11                                     | 12                                     | 13                                     | 14                                     |                                        |
| -------------------------------------- | -------------------------------------- | -------------------------------------- | -------------------------------------- | -------------------------------------- | -------------------------------------- | -------------------------------------- | -------------------------------------- | -------------------------------------- | -------------------------------------- | -------------------------------------- | -------------------------------------- | -------------------------------------- | -------------------------------------- | -------------------------------------- | -------------------------------------- |
| Positie:                               | 37                                     | 36                                     | 17                                     | 17                                     | 17                                     | 15                                     | 11                                     | 9                                      | 10                                     | 13                                     | 15                                     | 24                                     | 29                                     | 39                                     | uit                                    |

### TROS Top 50
Hitnotering: 24-10-1985 t/m 21-11-1985 (allerlaatste reguliere uitzending op Hilversum 3). Hoogste notering: #9 (1 week).

### TROS Europarade
Hitnotering:14-11-1985 t/m 02-01-1986. Hoogste notering: #10 (2 weken).

### NPO Radio 2 Top 2000
| Nummer met noteringen in de NPO Radio 2 Top 2000 | '99 | '00 | '01 | '02 | '03 | '04 | '05 | '06 | '07  | '08 | '09  | '10 | '11 | '12  | '13  | '14 | '15 | '16  | '17  | '18  | '19  | '20  | '21  | '22  | '23  | '24  |
| ------------------------------------------------ | --- | --- | --- | --- | --- | --- | --- | --- | ---- | --- | ---- | --- | --- | ---- | ---- | --- | --- | ---- | ---- | ---- | ---- | ---- | ---- | ---- | ---- | ---- |
| Road to Nowhere                                  | 772 | 517 | 754 | 793 | 774 | 789 | 978 | 908 | 1181 | 899 | 1066 | 951 | 949 | 1152 | 1021 | 880 | 974 | 1026 | 1058 | 1242 | 1059 | 1147 | 1151 | 1262 | 1235 | 1273 |

1. ↑  Een vetgedrukt getal geeft de hoogste notering aan.